# Суоменниеми

Расположение волости Суоменниеми, 2008

Суоменниеми (фин. Suomenniemi) это бывшая волость Финляндии. Она была объединена с Миккели 1 января 2013 года. Волость находилась в провинции Южная Финляндия и входил в состав региона Южная Карелия. Население волости составляло 763 человека (31 декабря 2012), площадь 362,96 квадратных километров, из которых 79,24 км2 приходилось на воду. Плотность населения 2.6893/км2.
В волости проживало самое маленькое население материковой Финляндии. После слияния с Миккели Суоменниеми стал частью региона Южное Саво. Волость была одноязычно финской.
Суоменниеми подчинялся приходу Савитайпале с 1689 года, в 1866 приход стал самостоятельным.